# Edema Fuludu
Edema Fuludu (8 maggio 1970) è un ex calciatore nigeriano, di ruolo centrocampista.